# Ема Стоун
Емили Џин Стоун (енгл. Emily Jean Stone; 6. новембар 1988) америчка је глумица. Добитница је бројних награда, укључујући Оскара и Златни глобус, а била је и најплаћенија глумица у 2017. години. Ема Стоун се појавила на Форбсовој листи 100 познатих личности 2013. и 2017. године, а такође се нашла и на Тајмовој листи као једна од 100 најутицајнијих људи на свету.
Рођена и одрасла у Скотсдејлу у Аризони, Стоунова је почела да глуми још као дете, у позоришној представи The Wind in the Willows 2000. године. Као тинејџер, преселила се у Лос Анђелес са мајком и дебитовала је на телевизији у ријалити емисији У потрази за Новом породицом Партриџ (енгл. Search of the New Partridge Family, 2004), која је завршила као непродата пилот епизода. Након неколико епизодних улога у телевизијским ситкомима, Стоунова је прву већу улогу добила у Фоксовој серији Вожња из 2007. која је отказана након прве сезоне. Исте године, снимила је и свој први филм — комедију Кул момци (енгл. Superbad), након чега је играла споредне улоге у филмовима Зечица на колеџу (енгл. The House Bunny, 2008), Папирни човек (енгл. Paper Man, 2009) и Зомбиленд (енгл. Zombieland, 2009).
Прву главну улогу имала је 2010. године у комедији Девојка на лошем гласу (енгл. Easy A), захваљујући којој је номинована за Златни глобус за најбољу глумицу у комедији. Наредне године играла је главну улогу у драми Служавке (енгл. The Help) и заједно са остатком филмске екипе освојила је награде Удружења глумаца и Удружења филмских критичара за најбољу глумачку поставу. Исте године се појавила и у романтичној комедији Та луда љубав (енгл. Crazy, Stupid, Love) уз Рајана Гозлинга, Стива Карела и Џулијану Мур.
Широј јавности Стоунова је углавном позната по улози Гвен Стејси у филму Чудесни Спајдермен из 2012. и наставку Чудесни Спајдермен 2 из 2014. Стоунова је потом играла главну улогу у комедији Вудија Алена из 2014. под називом Магија на месечини (енгл. Magic in the Moonlight), а појавила се и у филму Човек птица (енгл. Birdman) Алехандра Гонзалеза Ињаритуа. Филм је наишао на позитивне реакције критичара, а Стоунова је за своју улогу номинована за бројне награде за најбољу глумицу у споредној улози, међу којима су Оскар, БАФТА, Златни глобус и Награда Удружења глумаца.
Године 2016. тумачила је главну улогу у мјузиклу Ла ла ленд (енгл. La La Land) у режији Дејмијена Шазела, који важи за најуспешнији филмски пројекат током њене досадашње каријере јер је за своју изведбу освојила низ престижних признања, укључујући Оскара, Златни глобус, Награду Удружења филмских глумаца и награду БАФТА. Наредне године је поново била номинована за Златни глобус за улогу у филму Рат полова у коме је играла тениску звезду Били Џин Кинг. Након тога, тумачила је Абигејл Мешам у историјској комедији и драми Миљеница (енгл. The Favourite, 2018), а за ту улогу номинована је за још једног Оскара за најбољу споредну глумицу. Исте године, глумила је и у Нетфликсовој минисерији Манијак (енгл. Maniac), а годину дана након тога у наставку Зомбиленда под називом Повратак у Зомбиленд (енгл. Zombieland: Double Tap).

## Биографија

### Детињство и младост
Емили Џин Стоун је рођена 6. новембра 1988. године у Скотсдејлу у Аризони, од мајке Кристе Џин Стоун (рођене Јегер), домаћице, и оца Џефрија Чарлса Стоуна, оснивача и извршног директора фирме која се бави грађевином. Ема је живела на одмаралишту Камелбек Ин од 12. до 15. године. Има млађег брата, Спенсера. Њен деда по оцу, Конрад Остберг Стен, био је из шведске породице која своје презиме англицизовала и претворила у „Стоун” када су се доселили у Сједињене Државе преко острва Елис. Такође има немачко, енглеско, шкотско и ирско порекло.
Као новорођенче, Стоунова је имала дечју колику и често је плакала; због тога је добила чворове и кврге на својим гласним жицама док је била дете. Стоунова је себе описала да је била „гласна” и „заповеднички настројена” током одрастања. Школовала се у основној школи Секвоја и похађала средњу школу Кокопа. Иако јој се није свидела школа, изјавила је да је у њеној природи било да се „труди да добије све петице”. Стоунова је као дете боловала од напада панике, за које каже да су проузроковали пад њених социјалних вештина. Подвргла се терапији, али наводи да је њено учешће у локалним позоришним представама помогло да се излече напади.
Први пут кад сам имала напад панике седела сам у кући свог пријатеља и помислила сам да кућа гори. Звала сам маму и она ме је довела кући, а наредне три године то једноставно није престајало. Већину дана бих ишла код медицинске сестре и само одмахивала рукама. Замолила бих маму да ми каже тачно како ће дан проћи, а онда поново питам 30 секунди касније. Само сам хтела да знам да нико неће умрети и да се ништа неће променити.— Ема Стоун, Вол Стрит журнал, јун 2015.
Стоунова је почела да се бави глумом у доби од четири године; у почетку је желела каријеру у скеч комедији, али је своје интересовање пребацила на музичко позориште и неколико година је ишла на часове певања. Њен глумачки деби, са 11 година, био је у представи The Wind in the Willows, играјући улогу видре. Стоунова се наредне две године школовала код куће, а за то време појавила се у шеснаест представа у Позоришту младих Феникс Волија — укључујући Принцезу на зрну грашка, Алису у земљи чуда и представу Joseph and the Amazing Technicolor Dreamcoat — и наступала са позоришном импровизационом комичном трупом. Отприлике у ово време, отпутовала је у Лос Анђелес и била на аудицији за улогу у Никелодеоновом филму Све то (енгл. All That), али није добила улогу. Касније су је родитељи послали на приватне часове глуме код локалног тренера глуме, који је радио у агенцији Вилијам Морис 1970-их.
Стоунова је похађала припремну школу Ксавијер — католичку женску средњу школу, али је одустала након једног семестра како би постала глумица. За своје је родитеље припремила пауерпоинт презентацију под називом „Пројекат Холивуд” (енгл. Project Hollywood, на којој се налазила и Мадонина песма Холивуд из 2003. године) како би их убедила да јој допусте да се пресели у Калифорнију где би наставила глумачку каријеру. У јануару 2004. године преселила се са мајком у стан у Лос Анђелесу. Стоунова се присећа: „Ишла сам на сваку емисију на каналу Дизни и ишла на аудицију за сваку улогу ћерке у сваком ситкому”, додајући, „на крају нисам добила ниједну”. Између аудиција за улоге, похађала је онлајн средњошколске часове и радила хонорарно у пекари за псе.

## Каријера

### Почеци (2004—2008)
Кад се Стоунова учлањивала у Удружење филмских глумаца (енгл. Screen Actors Guild), име „Емили Стоун” већ је било заузето. Првобитно је одлучила да изабере име „Рајли Стоун”, али након гостовања у Ен-Би-Сијевој драми Medium и Фоксовом ситкому Malcolm in the Middle, одлучила је да јој се више свиђа „Ема”. Одлучила је да користи ово име у част Еме Бантон, зване Бејби Спајс из Спајсица. Телевизијски деби имала је као Лори Партриџ у ријалити шоу талент такмичењу In Search of the New Partridge Family VH1-а (2004). Резултујући шоу, под називом The New Partridge Family (2004), остао је само непродата пилот епизода. Након тога је имала гостујућу улогу на HBO-вој серији Lucky Louie Луја Си Кеја. Потом је била на аудицији за улогу Клер Бенет у Ен-Би-Сијевој научнофантастичној драми Хероји (енгл. Heroes, 2007), али није добила улогу и касније је ово своје искуство назвала „дном”. У априлу 2007. године, глумила је Вајолет Тримбл у Фоксовој акционој драми Вози (енгл. Drive), али је емисија отказана након седам епизода.
Стоунова је дебитовала на дугометражном филму у комедији Грега Мотоле под називом Суперлош (енгл. Superbad, 2007), у којој су глумили Мајкл Сера и Џона Хил. Филм прича причу о двоје средњошколаца који пролазе кроз серију комичних несрећа након што планирају да купе алкохол за забаву. Како би играла улогу девојке заљубљене у Хила, обојила је косу у црвено. Рецензент за Холивуд рипортер (енгл. The Hollywood Reporter) сматрао ју је „привлачном”, али је такође сматрао да је њена улога лоше написана. Стоунова је своје глумачко искуство у првом филму описала као „невероватно… [али] врло различито од осталих искустава која сам имала од тада”. Филм је остварио успех у биоскопима, а за своју улогу Ема Стоун је добила награду Млади Холивуд за узбудљиво ново лице.
Следеће године глумила је у комедији Рокер (енгл. The Rocker, 2008), у којој је тумачила Амелију Стоун, бас гитаристу у бенду; научила је да свира бас гитару за улогу. Глумица, која себе описује као особу која „воли да се смеје”, признала је да јој је било тешко да представи лик чије су особине личности толико различите од њених. Филм и њен наступ нису добро прошли ни код критике ни у биоскопима. Њено следеће филмско издање, романтична комедија Зечица на колеџу (енгл. The House Bunny), прошло је боље код критике, а и имало је  бољи успех у биоскопима. Она је у филму тумачила председницу сестринског друштва и извела песму I Know What Boys Like из 1982. године музичке групе Конобарице. Рецензије за филм су биле углавном негативне, иако је била хваљена због своје споредне улоге, а Кен Фокс из TV Guide-а написао је о Стоуновој: „Она зрачи позитивном енергијом и осветљава филм који би био прилично тмуран без ње”.

### Пробој (2009—2011)
Стоунова се појавила у три филма током 2009. године. Први од њих била је комедија Марка Вотерса Све моје бивше (енгл. Ghosts of Girlfriends Past) у ком је глумила уз Метјуа Маконахеја, Џенифер Гарнер и Мајкла Дагласа. Оквирно заснована на роману Чарлса Дикенса из 1843. под називом Божићна бајка, она у овој романтичној комедији глуми духа који прогони свог бившег дечка. Критичари су негативно оценили овај филм, али је упркос томе филм зарадио доста новца. Њен најисплативији подухват те године била је хорор комедија Рубена Флешера под називом Зомбиленд (енгл. Zombieland) који је зарадио 102,3 милиона долара, а у којем глуми заједно са Џесијем Ајзенбергом, Вудијем Харелсоном и Абигејл Бреслин. У филму се појавила као фолирант и једна од преживелих након апокалипсе зомбија, у улози за коју је Крис Хјиз из Емпајера (енгл. Empire) рекао да је „помало подмукла”. У позитивнијој рецензији, критичар за Дејли телеграф (енгл. The Daily Telegraph) написао је: „Обећавајућа Ема Стоун … [је] тврд колачић чија аура наводи на закључак да је она мудрија него што би требало бити за своје године”. Последње филмско издање Стоунове у 2009. години била је комедија и драма која је разочарала критичаре — Папирни човек (енгл. Paper Man) редитеља Кирана и Мишел Малрони.
Стоунова је дала глас аустралијском овчару у анимираном филму Мармадјук (енгл. Marmaduke, 2010), комедији редитеља Тома Деја која је заснована на истоименом стрипу Бреда Андерсона. Њен пробој догодио се исте године главном улогом у филму Девојка на лошем гласу (енгл. Easy A), тинејџерској комедији коју је режирао Вил Глак. Делимично заснован на историјском романтичном роману Натанијела Хоторна из 1850. године под називом Скерлетно слово, филм прича причу о Оливи Пендергаст (Стоун), средњошколки која се уплете у комични секс скандал након што почне да кружи лажна гласина да је она сексуално промискуитетна. Стоунова је прочитала сценарио пре него што је пројекат почео са продукцијом, и прошла детаље са својим менаџером док је продукција била у финалном делу. Према њеним речима, сценарио је био „толико јединствен и различит од свега што сам прочитала раније”, рекавши да је „смешан и сладак”. Кад је Стоунова открила да је филмска екипа започела продукцију, сусрела се са Глаком, изразивши своје одушевљење пројектом. Неколико месеци касније започео је процес аудиције и она се поново сусрела са Глаком, постајући једна од првих глумица на аудицији. Филм је добио позитивне критике, а глума Стоунове сматрана је главним адутом. Ана Смит из Тајм аута (енгл. Time Out) прокоментарисала је: „Стоунова има изванредну улогу, а њено знање привлачи интелект и равнодушност са подложном топлином”. Са укупно 75 милиона долара, филм је био веома успешан у биоскопима. Стоунова је за своју улогу у филму номинована за награду БАФТА за звезду у успону и награду Златни глобус за најбољу глумицу у мјузиклу или комедији, а освојила је и МТВ филмску награду за најбољу улогу у комедији.
Октобра 2010, Стоунова је била домаћин епизоде Ен-Би-Сијеве скеч комедије Saturday Night Live, а њен наступ укључивао је и скеч у ком је имитирала Лиднси Лоан за коју тврде да личи на Стоунову. Стоунова је ову епизоду описала као „најбољу недељу у животу”. Поново је била домаћим епизоде током 2011. године, затим се појавила се у једној епизоди 2014, као и у специјалној емисији поводом 40. годишњице током 2015. године. Кратки наступ у секс комедији Пријатељи с повластицама (енгл. Friends with Benefits, 2011) поновно ју је ујединио са Глаком. Уследила је споредна улога у романтичној комедији Глена Фикаре и Џона Рекве под називом Та луда љубав (2011), уз Стива Карела, Рајана Гослинга и Џулијан Мур. У филму се појављује као дипломирана правница и девојка у коју је Гослингов лик заљубљен. Упркос томе што је у филму пронашао „неке неизбежне прелазе у предвидљиво”, Дру Меквини из Хитфикса (енгл. HitFix) написао да Стоунова „повезује читав филм”. На додели награда по избору тинејџера 2012. године, Ема Стоун је освојила награду за најбољу глумицу у комедији за свој наступ у овом филму. Филм Та луда љубав зарадио је 142,9 милиона долара у биоскопима широм света, а буџет за снимање филма износио је 50 милиона долара.
Разочарана тиме што су је медији описивали као да тумачи улоге у које су „момци саркастично заљубљени”, Стоунова је заједно са Вајолом Дејвис глумила у драми Тејта Тејлора под називом Служавке (2011), филм за који је сматрала да представља изазов. Филм је заснован на истоименом роману Кетрин Стокет из 2009. године и радња је постављена у 1960. годину у Џексону, Мисисипи. Она се упознала са Тејлором како би изразила жељу за радом у филму. Тејлор је рекао: „Ема је била потпуно неспретна и луцкаста, са својим храпавим гласом, те смо сели и мало смо се напили. Само сам помислио: ’Боже! Боже! Ово је Скитер’”. Она је потом ишла на аудицију за улогу Еугеније „Скитер” Фелан, писца који учи о животима афроамеричких слушкиња. У припреми за свој део, учила је да говори јужњачким дијалектом, а такође се едуковала о Покрету за грађанска права путем литературе и филма. Са укупном светском зарадом од 216 милиона долара уз буџет од 25 милиона долара, филм Служавке је постао њен филм са највећом зарадом до тада. Филм и њена улога добили су позитивне критике. Пишући за Емпајер, Ана Смит сматра да је Стоунова „добронамерна и изузетно симпатична” упркос томе што је пронашла неке недостатке у њеном лику. Филм је номинован за Оскара за најбољи филм, и освојио је награду Круга женских филмских критичара за најбољу филмску поставу, а исту награду је освојио и од Удружења телевизијских филмских критичара.

### Чудесни Спајдермен,Човек-птицаи Бродвеј (2012—2015)
Ема Стоун је одбила улогу у акционој комедији На тајном задатку (енгл. 21 Jump Street) након пријављивања за филм Марка Веба Чудесни Спајдермен из 2012. године, која представља оживљавање серијала о Спајдермену Сема Раимија. Тумачила је Гвен Стејси, девојку у коју је главни лик заљубљен (глумио га Ендру Гарфилд). Стоунова се због улоге поново офарбала у плаво, а за Ванкувер сан (енгл. The Vancouver Sun) навела је да се осећа одговорном да се едукује о Спајдермену и признала је да није читала стрипове: „Моје искуство је било са филмовима Сема Раимија… Увек сам претпостављала да је Мери Џејн његова прва љубав”, додајући да је била упозната само са Стејсиним ликом из портрета Брајс Далас Хауард у филму Спајдермен 3. Чудесни Спајдермен је одлично прошао у биоскопима и био је седми филм по висини зараде у 2012. години са глобалним приходима од 757,9 милиона долара. Лиса Шварцбаум из Ентертејнмент виклија (енгл. Entertainment Weekly) сматра Стоунову „неодољивом”, а Ијан Фрир из часописа Емпајер је био посебно импресиониран глумом Стоунове и Гарфилда. На годишњој церемонији доделе награда по избору народа она је номинована за три награде, укључујући награду за најбољу глумицу у филму. Касније те године, Стоунова је дала глас једном од ликова у видео-игри Sleeping Dogs, која јој је донела номинацију за награду Spike Video Game за најбољу женску улогу.
Стоунова је 2013. годину започела гласовном улогом у Дримворксовом филму The Croods, анимираном филму номинованом за Оскара за најбољи анимирани филм. Након тога је уследило појављивањеознача у Филму 43 (енгл. Movie 43), антологијском филму који се састоји од шеснаест кратких прича — Ема Стоун је играла насловну улогу у сегменту под називом „Вероника”. Глумица је сарађивала са Рајаном Гослингом и Шоном Пеном у филму Рубена Флешера под називом Гангстерски одред (енгл. Gangster Squad, 2013), крими трилеру са радњом у Лос Анђелесу током 1940-их. Е. О. Скот из Њујорк тајмса (енгл. New York Times) негативно је коментарисао филм, али је похвалио наступ двојца Стоун—Гослинг. Стоунова је изразила жељу да сарађује са Гослингом на више пројеката.
У 2014. години добила је улогу Гвен Стејси у филму Чудесни Спајдермен 2 (енгл. The Amazing Spider-Man 2). У интервјуу за Тотал Филм (енгл. Total Film), глумица је објаснила да њен лик не зависи од главног јунака филма. „Она њега чува више него што он њу чува. Она невероватно помаже Спајдермену … Он је мишић, она је мозак”. Критичари су добро прихватили њен наступ у филму; критичар из Емпајера похвалио ју је да се истиче у филму: „Стоунова је Хит Леџер овог серијала, ради нешто неочекивано са лако одбаченим споредним ликом”. Ова улога јој је донела награду за омиљену глумицу у филму на додели награде по избору деце 2015. године. Касније те године Стоунова је преузела улогу у романтичној комедији Вудија Алена Магија на месечини (енгл. Magic in the Moonlight), који није имао превелики успех код публике, а ни код критичара, па је тако А. О. Скот је критиковао њену улогу и удруживање са Колином Фиртом.
Црнохумористичка драма Човек-птица (енгл. Birdman), режисера Алехандра Гонзалеса Ињаритуа, била је последње филмско издање Стоунове током 2014. године. У главним улогама са Мајклом Китоном и Едвардом Нортоном, она се у филму појављује у улози Сем Томсон, кћерке глумца Ригана Томсона, који је на одвикавању (Китон), те она њему постаје помоћник. Ињариту је лика створио на основу свог искуства са ћерком. Филм Птица-човек је добио изузетне критике и био је најуспешнији филм на 87. додели Оскара; номинован је за девет награда, освојивши четири, укључујући и награду за најбољи филм. Крејв (енгл. Crave) сматра ову улогу једном од Стоунових најбољих до сада, а Роби Колин из Дејли телеграфа (енгл. The Daily Telegraph) био је импресиониран монологом који Стоунова има у филму, а за који је сматрао да је као „игла за штрикање забодена у срж”. За своју улогу у овом филму Ема Стоун је добила бројна признања, укључујући номинације за Оскара, награду БАФТА, Златни глобус, награду Удружења филмских глумаца и филмску награду по избору критичара за најбољу споредну глумицу.
Од новембра 2014. до фебруара 2015. Стоунова је глумила у новој поставки бродвејског мјузикла Кабаре (енгл. Cabaret) као Сели Боулс, преузевши улогу од Мишел Вилијамс. Како би се ментално припремила за улогу, слушала је француску радио станицу. Мерилин Стасио из Варајетија (енгл. Variety) била је критична према њеном певању и сматрала је да је њен наступ „помало узак као емоционална платформа, али паметан избор због њених глумачких вештина, савршено погодан за њену оштру интелигенцију и кинетичку енергију”. Оба филма које је Ема Стоун снимила током 2015. године — романтична комедија и драма Алоха (енгл. Aloha) и мистериозна драма Ирационалан човек (енгл. Irrational Ma) — лоше су прошли и код критике и код публике, а њене улоге су биле доста критиковане. У филму Алоха Камеруна Кроуа преузела је улогу пилота ратних снага заједно са Бредлијем Купером, а у Ирационалном човеку, кога је режирао Вуди Ален, тумачила је девојку у коју се заљубљује професор филозофије кога тумачи Хоакин Финикс. Први филм је био контроверзан због заташкавања улоге, јер је лик кога је Стоунова тумачила требало да буде азијског, хавајског и шведског порекла; Стоунова је касније зажалила што је била део пројекта, признајући да је ово широко распрострањен проблем у Холивуду. Упркос критикама, на додели награде по избору тинејџера 2015. била је номинована за омиљену глумицу у комедији. Стоунова је током 2015. години глумила и у музичком споту за сингл Anna Вина Батлера.

### Ла ла ленди остало (2016—данас)
Током свог шоуа Кабаре, Стоунова се упознала са редитељем Дејмијеном Шазелом, који је, задивљен њеном глумом, позвао на кастинг за своју драмску комедију Ла ла ленд (енгл. La La Land). Пројекат, који је обележио њену трећу сарадњу са Гослингом, представио је Стоунову као Миу Долан, амбициозну глумицу која живи у Лос Анђелесу. Стоунова се за свој лик ослонила на неколико искустава из стварног живота, а у припреми је гледала Шербуршки кишобран (енгл. The Umbrellas of Cherbourg) и филмове Фреда Астера и Џинџер Роџерс. За саундтрек овог мјузикла, Ема Стоун је снимила шест песама. Ла ла ленд је премијерно приказан на отварању филмског фестивала у Венецији 2016. године и добио је веома позитивне критике. Поред тога што је био најбоље оцењен филм Стоунове на сајту Ротен Томејтос (енгл. Rotten Tomatoes), филм је био успешан и у биоскопима и зарадио је више од 440 милиона долара, док је буџет за снимање филма износио 30 милиона долара. Пишући за Гардијан (енгл. The Guardian), Питер Бредшо је рецензирао: „Стоунова никад није била боља: изузетно паметна, духовита, рањива, са њеним огромним очима као у кошуте које зраче интелигенцијом, поготово када се напуне сузама”. Стоунова је за ову улогу добила Оскара, награду БАФТА, награду Златни глобус и награду Удружења филмских критичара за најбољу глумицу.
Једино филмско издање Стоунове из 2017. године била је спортска драма Рат полова (енгл. Battle of the Sexes), заснована на истоименој утакмици из 1973. године између тенисера Били Џин Кинг (Стоун) и Бобија Ригса (Стив Карел). Припремајући се, Стоунова се састала са Кинговом, гледала старе снимке и њене интервјуе, ишла на часове како би покупила акценат Кингове, а такође је пила и висококалоричне протеинске шејкове како би се угојила 7 килограма. Филм је премијерно приказан на Међународном филмском фестивалу у Торонту 2017. године и добио је позитивне критике, а одређени критичари сматрали су да је глума Стоунове била на највишем нивоу у њеној дотадашњој каријери. Бенџамин Ли из Гардијана похвалио ју је за играње противтипа, и сматрао да је у својој улози била „јака” и „убедљива”. Упркос томе, филм је зарадио мање од 25 милиона долара, колико је било издвојено за снимање истог. Стоун је за своју улогу у овом филму освојила своју четврту номинацију за награду Златни глобус и присуствовала је церемонији са Кинговом.
Године 2018. Ема Стоун и Рејчел Вајс глумиле су Абигејл Мешам и Сару Черчил, две рођаке које се боре за наклоност краљице Ане (Оливија Колман), у историјској комедији и драми Јоргоса Лантимоса под називом Миљеница (енгл. The Favourite). Стоуновој је било изазовно што је била једина Американка међу британским глумцима и имала је потешкоћа у савладавању акцента. Филм је премијерно приказан на 75. Међународном филмском фестивалу у Венецији у августу 2018. године. Мајкл Нордин из Индивајера (енгл. IndieWire) похвалио је Стоунову да је преузела храбру улогу након Ла ла ленда, а три водеће даме назвао је „величанственим тријумвиратом у комаду који је толико трагичан колико и смешан”. За своју улогу у Миљеници, Стоунова је номинована за пету награду Златни глобус и трећу награду Оскар. Тог септембра је глумила и била у улози извршног продуцента за Нетфликсову црнохумористичку минисерију Манијак (енгл. Maniac), заједно са Џоном Хилом, а у режији Керија Фукунаге. Стоунова и Хил играли су две особе које се међусобно не познају, Ени Лендсберг и Овена Милгрима, а чији се животи мењају због мистериозног фармацеутског испитивања. Као велики поштовалац и љубитељ Фукунагеових дела, Стоунова је пристала на пројекат без читања сценарија. Луси Манган из Гардијана похвалила је Стоунову и Хила због играња противтипа и њихових најбољих улога у каријери; Џуди Берман из Тајма (енгл. Time) била је слично импресионирана њиховим развојем у глумачком смислу још од филма Суперлош и осврнула се на сложеност њихових улога. Исте године Стоунова се заједно са Полом Макартнијем појавила у музичком споту за његову песму Who Cares.
Потом је глумила у филму Зомбиленд: двоструки додир (енгл. Zombieland: Double Tap), у драми Љубав можда неће успети (енгл. Love May Fail), заснованој на роману Метјуа Квика из 2015. године, као и у спин-офу филма о 101 далматинцу под називом Злица (енгл. Cruella), у режији Крега Гилеспија, где тумачи Злицу од Опака (Круелу де Вил), коју је оригинално тумачила Глен Клоус у адаптацији из 1996. године. Такође је дала глас лику Ип Круд у анимираном филму Крудс: Ново доба, наставку филма Крудс.

## Приватни живот
Ема Стоун се 2009. године преселила из Лос Анђелеса у Гриниџ Вилиџ, Њујорк Сити, да би се 2016. године поново преселила у Лос Анђелес. Упркос честим медијским извештајима, глумица одбија да говори о свом приватном животу. Са жељом да живи „нормалним” животом, рекла је да налази мало вредности у медијској пажњи. Исказала је наклоност својој професији, и као утицај је навела глумицу Дајану Китон, која је (по речима Стоунове) „једна од најмање експонираних глумица свих времена”. Такође је именовала глумицу и кантауторку Марион Котијар као једну од својих инспирација.
Стоун има блиску везу са својом породицом. Она каже: „Благословљена сам с великом породицом и сјајним људима који би ме могли спустити на земљу ако се иједан минут изгубим у облацима. У том смислу имам срећу.” Током снимања филма Чудесни Спајдермен 2010. године, Стоунова се забављала са својим колегом из филма Ендруом Гарфилдом. Медији су добро документовали природу њихових односа, са честим спекулацијама о предстојећој веридби или раскиду. Пар је одбио да разговара о томе јавно, иако су се неколико пута у јавности појавили заједно. У 2014. години, у Њујорку, Стоунова и Гарфилд охрабрили су папараце да више посећују веб-странице које шире свест о болестима попут аутизма. Према наводима медија, они су прекинули током 2015. године. Од 2017. године Стоунова је у романтичној вези са редитељем емисије Saturday Night Live Дејвом Макеријем.
Према речима Стоунове, она пати од астме, коју је открила након што је имала потешкоћа са дисањем током снимања филма Девојка на лошем гласу. Њеној мајци дијагностикован је троструко-негативни карцином дојке и излечена је 2008. године, а њих две су излечење прославиле тетоважама птичјих стопала које је дизајнирао Пол Макартни. Истетовирале су птичја стопала због песме Blackbird Битлса коју њих две воле. Стоунова се након тога појавила у кампањи Ревлон која је ширила свест о раку дојке. У 2011. години глумица се представила у колаборативном видеу Ратова звезда и кампање Stand Up to Cancer, који је имао за циљ прикупљање средстава за истраживање рака. Две године касније, присуствовала је догађају који је реализовао Gilda's Club, организација која ради у сличне сврхе. Од 2012. до 2014. године била је домаћин фондације Revlon Run/Walk која помаже у борби против рака.
Стоунова је, заједно са још три познате личности, присуствовала додели награда Никелодеон ХАЛО 2012. године, телевизијском специјалу који је профилисао пет тинејџера који су „помагали и водили друге” (енгл. Helping And Leading Others, скраћено HALO). Током 2014. године била је укључена у акцију Сат за Земљу, која представља светски покрет за планету, а који реализује Светска фондација за природу. У 2015. години била је укључена у прикупљање средстава за подршку Фонду за филм и телевизију, који помаже људима из телевизијске и филмске индустрије са ограниченим или никаквим ресурсима. У 2018. години сарађивала је са 300 жена у Холивуду како би основала иницијативу Time's Up за заштиту жена од узнемиравања и дискриминације.

## Имиџ у медијима
Велики број медија Стоунову сматра једном од најталентованијих глумица њене генерације. Коментаришући њен наступ у филму Помоћ, Кирк Ханикат из Холивуд рипортера (енгл. The Hollywood Reporter) назвао ју је „једном од наших најбољих младих глумица”. Позната је по томе што глуми и у високобуџетним, мејнстрим филмовима, али исто тако и у нискобуџетним независним филмовима. Данијел Д'Адарио из Тајма (енгл. Time) описује потоње улоге као „значајан ризик” и додаје да, преузимајући улоге у оваквим филмовима, она добија прилику „да испроба нешто ново и стекне кредибилитет”. Анализирајући њену личност на екрану, Џесика Кјанг из Индивајера (енгл. Indiewire) приметила је да Стоунова „обично [глуми] приступачну, приземну, девојку из комшилука, [и] у стварном животу заиста показује многе од тих квалитета, заједно са апсолутним одбијањем да себе схвати превише озбиљно”.
Како се развијала њена каријера у холивудским филмовима, Стоунова је постала успешна и популарна глумица. Године 2008. она се нашла на првом месту листе Топ 20 звезда у успону млађих од 30 година часописа Saturday Night, а нашла се и на сличној листи коју је саставио Мувифон (енгл. Moviefone). Лавфилм (енгл. LoveFilm) ју је уврстио на њихову листу Топ 20 глумица из 2010. године млађе од 30 година, а њен наступ у филму Девојка на лошем гласу уврштен је у Тајмову листу Топ 10 свега 2010. године. Појавила се у 2013. селебрити 100, компилацији 100 најмоћнијих људи на свету, коју Форбс креира и објављује сваке године. Часопис је известио да је од јуна 2012. до јуна 2013. Ема Стоун зарадила 16 милиона долара. Исте године нашла се на првом месту листе Топ 10 звезда највеће вредности истог часописа. Форбс је 2015. године објавио да је Стоунова постала једна од најплаћенијих глумица са зарадама од 6,5 милиона долара. Две године касније, часопис ју је поставио на прво место листе најплаћенијих светских глумица са приходима у износу од 26 милиона долара. Године 2017. часопис Тајм је Ему Стоун уврстио на листу 100 најутицајнијих особа на свету.
Стоунова се сматра стилском иконом — медији често наводе њену косу, очи и храпав глас као њене заштитне знаке. Вог (енгл. Vogue) глумицу издваја због њеног „софистицираног, савршено скоцканог изгледа”, пишући како је „њена харизма, како на екрану, тако и ван њега, очарала многе”. Године 2009. она се појавила на листи ЕскМенових (енгл. AskMen) Топ 99 жена, на FHM-овој листи 100 најсексипилнијих жена на свету, као и на листи Хот 100 магазина Максим (енгл. Maxim); потоњи ју је такође уврстио на листу у три друге прилике — 2010, 2011. и 2014. године. Она је наставила да се појављује на годишњим листама лепотица по избору ЕскМена од 2010. до 2015. године, сврставајући се међу најбољих четрдесет сваке године. Године 2011. појавила се на листи Шта је секси? (енгл. What is Sexy?) Викторија'с сикрет (енгл. Victoria's Secret) као најсексепилнија глумица. Поред тога, појавила се и у још неколико других листа медијских кућа те године, укључујући 100 најлепших жена магазина Пипл (енгл. People), на 100 најсексепилнијих жена FHM-а и FHM 100 најсекси жена у Аустралији, као и на листи 100 најврелијих жена магазина Менс хелт (енгл. Men's Health). Заузела је шесто место на листи 100 најсекси филмских звезда у 2013. години. Стоунова је проглашена за најбоље одевену жену 2012. године од стране часописа Вог (енгл. Vogue), а на сличним листама налазила се 2013. и 2015. година за часопис Гламур (енгл. Glamour), као и за часопис Пипл 2014. године. Године 2017. године Базнет (енгл. Buzznet) прогласио је Ему Стоун једном од најлепших жена на свету.

## Филмографија

### Филм
| Год.  | Наслов                             | Оригинални наслов                  | Улога                          | Режисер(и)                  | Напомене | Реф.    |
| ----- | ---------------------------------- | ---------------------------------- | ------------------------------ | --------------------------- | --- | ------- |
| 2007. | Кул момци                          |                                    | Џулс                           | Грег Мотола                 | | [ 191 ] |
| 2008. | Рокер                              |                                    | Амелија Стоун                  | Питер Катанео               | | [ 192 ] |
| 2008. | Зечица на колеџу                   |                                    | Натали                         | Фред Вулф                   | | [ 193 ] |
| 2009. | Све моје бивше                     |                                    | Алисон Вандермирш              | Марк Вотерс                 | | [ 194 ] |
| 2009  | Папирни човек                      |                                    | Еби                            | Киран Малрони Мишел Малрони | | [ 195 ] |
| 2009. | Зомбиленд                          |                                    | Вичита/Криста                  | Рубен Флешер                | | [ 196 ] |
| 2010. | Мармадјук                          |                                    | Мејзи                          | Том Деј                     | глас | [ 197 ] |
| 2010. | Девојка на лошем гласу             |                                    | Олив Пендергаст                | Вил Глак                    | МТВ филмска награда за најбољу улогу у комедији номинација — Златни глобус за најбољу главну глумицу у играном филму (мјузикл или комедија) номинација — БАФТА за будућу звезду номинација — МТВ филмска награда за најбољу улогу | [ 198 ] |
| 2011. | Само другарски                     |                                    | Кајла                          | Вил Глак                    | | [ 199 ] |
| 2011. | Та луда љубав                      |                                    | Хана Вивер                     | Глен Фикара Џон Реква       | номинација — МТВ филмска награда за најбољу улогу номинација — МТВ филмска награда за најбољи пољубац | [ 200 ] |
| 2011. | Служавке                           |                                    | Јуџинија „Скитер” Филан        | Тејлор Тејт                 | Награда Удружења филмских глумаца за најбољу филмску поставу Награда Удружења телевизијских филмских критичара за најбољу филмску поставу Награда Сателит за најбољу глумачку поставу (филм) номинација — МТВ филмска награда за најбољу глумачку поставу | [ 201 ] |
| 2012. | Чудесни Спајдермен                 |                                    | Гвен Стејси                    | Марк Веб                    | | [ 202 ] |
| 2013. | Гангстерски одред                  |                                    | Грејс Фарадеј                  | Рубен Флешер                | | [ 203 ] |
| 2013. | Филм 43                            |                                    | Вероника                       | Грифин Дан                  | Сегмент: | [ 204 ] |
| 2013. | Крудс                              |                                    | Ип Круд                        | Кирк Демико Крис Сандерс    | Глас | [ 205 ] |
| 2014. | Чудесни Спајдермен 2               |                                    | Гвен Стејси                    | Марк Веб                    | номинација — МТВ филмска награда за најбољи пољубац | [ 85 ]  |
| 2014. | Магија на месечини                 |                                    | Софи Бејкер                    | Вуди Ален                   | | [ 206 ] |
| 2014. | Човек-птица                        |                                    | Сем Томсон                     | Алехандро Гонзалес Ињариту  | Награда Удружења филмских глумаца за најбољу филмску поставу Награда Удружења телевизијских филмских критичара за најбољу филмску поставу Награда Удружења бостонских филмских критичара за најбољу споредну женску улогу номинација — Оскар за најбољу глумицу у споредној улози номинација — Златни глобус за најбољу споредну глумицу у играном филму номинација — БАФТА за најбољу глумицу у споредној улози номинација — Награда Удружења филмских глумаца за најбољу глумицу у споредној улози номинација — Награда Удружења телевизијских филмских критичара за најбољу глумицу у споредној улози номинација — Награда Спирит за најбољу глумицу у споредној улози номинација — Награда Сателит за најбољу глумицу у споредној улози номинација — Награда Удружења бостонских филмских критичара за најбољу глумачку поставу номинација — МТВ филмска награда за најбољу женску улогу | [ 207 ] |
| 2015. | Алоха                              |                                    | Алисон Анг                     | Камерон Кроу                | | [ 208 ] |
| 2015. | Ирационалан човек                  |                                    | Џил Полард                     | Вуди Ален                   | | [ 209 ] |
| 2016. | Popstar: Never Stop Never Stopping | Popstar: Never Stop Never Stopping | Кантрел                        | Шафнер Јорма Таконе         | Камео улога | [ 210 ] |
| 2016. | Ла ла ленд                         |                                    | Миа Долан                      | Дејмијен Шазел              | Оскар за најбољу глумицу у главној улози Златни глобус за најбољу главну глумицу у играном филму (мјузикл или комедија) Награда Удружења филмских глумаца за најбољу глумицу у главној улози БАФТА за најбољу глумицу у главној улози Волпи пехар Интернационална награда аустралијског филмског института за најбољу глумицу номинација — Награда Удружења телевизијских филмских критичара за најбољу глумицу у главној улози номинација — Награда Сателит за најбољу глумицу у главној улози номинација — МТВ филмска награда за најбољи пољубац (са Рајаном Гозлингом) | [ 211 ] |
| 2017. | Рат полова                         |                                    | Били Џин Кинг                  | Џонатан Дејтон Валери Ферис | номинација — Златни глобус за најбољу главну глумицу у играном филму (мјузикл или комедија) номинација — Награда Сателит за најбољу глумицу у главној улози | [ 212 ] |
| 2018. | Миљеница                           |                                    | Абигејл Машам                  | Јоргос Лантимос             | | [ 213 ] |
| 2019. | Повратак у Зомбиленд               | Zombieland: Double Tap             | Вичита / Криста                | Рубен Флешер                | | [ 214 ] |
| 2020. | Крудс: Ново доба                   | The Croods: A New Age              | Ип Круд                        | Џоел Крафорд                | Глас | [ 215 ] |
| 2021. | Злица                              | Cruella                            | Злица од Опака (Круела де Вил) | Крег Гилеспи                | | [ 216 ] |
| 2023. | Јадна створења                     |                                    | Бела Бакстер                   | Јоргос Лантимос             | такође продуценткиња | [ 217 ] |
| 2024. | Сва лица доброте                   |                                    | Рита / Лиз / Емили             | Јоргос Лантимос             | | [ 218 ] |
| 2025. | Бугонија                           |                                    | Мишел                          | Јоргос Лантимос             | такође продуценткиња | [ 219 ] |

| Филм још увек није објављен | Означава филмове који још увек нису објављени |

### Телевизија
| Год.       | Наслов                          | Оригинални наслов | Улога              | Напомене                                                   | Реф.                          |
| ---------- | ------------------------------- | ----------------- | ------------------ | ---------------------------------------------------------- | ----------------------------- |
| 2004.      | Нова породица Партриџ           |                   | Лори Партриџ       | пилот епизода                                              | [ 220 ]                       |
| 2005.      | Медијум                         |                   | Синтија Макалистер | епизода:                                                   | [ 13 ]                        |
| 2006.      | Малколм у средини               |                   | Дајана             | епизода:                                                   | [ 221 ]                       |
| 2006.      | Апартмански живот Зека и Кодија |                   | Ивана (глас)       | епизода:                                                   | [ 222 ]                       |
| 2006.      | Срећни Луј                      |                   | Шенон              | епизода:                                                   | [ 13 ]                        |
| 2000.      | Вожња                           |                   | Вајолет Тримбл     | 7 епизода                                                  | [ 2 ]                         |
| 2010—2011. | Уживо суботом увече             |                   | домаћин            | 2 епизоде                                                  | [ 5 ] [ 223 ] [ 224 ] [ 225 ] |
| 2011.      | Роботско пиле                   |                   | разне улоге        | 2 епизоде                                                  | [ 226 ]                       |
| 2012.      | Телевизијска посла              |                   | глуми себе         | епизода:                                                   | [ 227 ]                       |
| 2012.      | Ај Карли                        |                   | Хедер              | епизода:                                                   | [ 228 ]                       |
| 2014.      | Уживо суботом увече             |                   | камео              | епизода: Ендру Гарфилд/Колдплеј                            | [ 229 ]                       |
| 2015.      | Уживо суботом увече             |                   | Розен Розендана    | епизода:                                                   | [ 230 ]                       |
| 2015.      | Уживо суботом увече             |                   | камео              | епизода: Метју Маконахеј/Адел                              | [ 231 ]                       |
| 2016.      | Маја и Марти                    |                   |                    | епизода: Sean Hayes, Steve Martin, Kelly Ripa & Emma Stone | [ 232 ]                       |
| 2017.      | Уживо суботом увече             |                   | камео              | епизода: Рајан Гозлинг/Џеј-Зи                              | [ 233 ]                       |
| 2018.      | Манијак                         |                   |                    | извршна продуценткиња                                      | [ 234 ]                       |

### Позориште
| Наслов | Оригинални наслов | Год.       | Улога      | Напомене  | Реф.    |
| ------ | ----------------- | ---------- | ---------- | --------- | ------- |
| Кабаре | Cabaret           | 2014—2015. | Сели Боулс | Студио 54 | [ 235 ] |

### Дискографија
| I Know What Boys Like                                                        | 2008. | —  | —  | —   | —  | —  | —  | The House Bunny                                |
| Knock On Wood                                                                | 2010. | —  | —  | —   | —  | —  | —  | Easy A                                         |
| Turn Up the Beef                                                             | 2016. | —  | —  | —   | —  | —  | —  | Popstar: Never Stop Never Stopping             |
| Another Day of Sun (са филмском поставом Ла ла ленда)                        | 2016. | —  | —  | 18  | 21 | —  | —  | La La Land: Original Motion Picture Soundtrack |
| Someone in the Crowd (са Кали Ернандез, Сонојом Мизуно, Џесиком Рот)         | 2016. | —  | —  | 88  | —  | —  | —  | La La Land: Original Motion Picture Soundtrack |
| A Lovely Night (са Рајаном Гослингом)                                        | 2016. | —  | —  | 75  | —  | —  | —  | La La Land: Original Motion Picture Soundtrack |
| City of Stars (са Рајаном Гослингом)                                         | 2016. | 68 | 30 | 194 | 14 | 48 | 53 | La La Land: Original Motion Picture Soundtrack |
| Audition (The Fools Who Dream)                                               | 2016. | —  | —  | 122 | —  | —  | —  | La La Land: Original Motion Picture Soundtrack |
| City of Stars (Humming) (Џастин Харвиц ft. Ема Стоун)                        | 2016. | —  | —  | —   | —  | —  | —  | La La Land: Original Motion Picture Soundtrack |
| „—” Означава да песма није била на топ листи или да није још увек објављена. |       |    |    |     |    |    |    |                                                |

### Музички видео
| Наслов    | Год.  | Извођач      | Реф.    |
| --------- | ----- | ------------ | ------- |
| Anna      | 2015. | Вил Батлер   | [ 245 ] |
| Who Cares | 2018. | Пол Макартни | [ 246 ] |

### Видео игре
| Наслов        | Год.  | Улога           | Реф.    |
| ------------- | ----- | --------------- | ------- |
| Sleeping Dogs | 2012. | Аманда Картрајт | [ 247 ] |

## Награде и номинације
Према сајту Ротен Томејтос (енгл. Rotten Tomatoes) и према бокс офис сајту Бокс офис Моџо (енгл. Box Office Mojo), према речима критике, а уједно и филмови са највећом зарадом у којима је Стоунова глумила су Кул момци (енгл. Superbad, 2007), Зомбиленд (енгл. Zombieland, 2009), Девојка на лошем гласу (енгл. Easy A, 2010), Та луда љубав (2011), Служавке (2011), Чудесни Спајдермен (енгл. The Amazing Spider-Man, 2012), Чудесни Спајдермен 2 (енгл. The Amazing Spider-Man 2, 2014), Човек-птица (енгл. Birdman, 2014), Ла ла ленд (енгл. La La Land, 2016), Рат полова (енгл. Battle of the Sexes, 2017) и Миљеница (енгл. The Favourite, 2018).
Стоунова је номинована за три Оскара: за најбољу споредну глумицу за Човека-птицу и Миљеницу и најбољу глумицу за Ла ла ленд; и четири награде за филмску награду Британске академије: за најбољу звезду у успону, најбољу споредну глумицу за Човека-птицу и Миљеницу и најбољу глумицу у главној улози у Ла ла ленду; освојила је обе своје номинације за Ла ла ленд. Добила је награду за најбољу глумицу у комедији или мјузиклу на 74. додели награде Златни глобус, награду Удружења филмских глумаца за истакнуту глумицу у главној улози, као и Волпијев куп за најбољу глумицу на филмском фестивалу у Венецији за своју улогу у филму Ла ла ленд.
Оскар
| Год. | Дело          | Категорија               | Резултат   | Реф.    |
| ---- | ------------- | ------------------------ | ---------- | ------- |
| 2015 | Birdman       | Најбоља споредна глумица | Номинација | [ 250 ] |
| 2017 | La La Land    | Најбоља глумица          | Освојено   | [ 251 ] |
| 2019 | The Favourite | Најбоља споредна глумица | Номинација | [ 252 ] |
| 2024 | Poor Things   | Најбоља глумица          | Освојено   |         |

Награда Аустралијске академије позоришних и телевизијских уметности
| 2015 | Birdman | Најбоља споредна глумица |

| Номинација | [ 253 ]    |                 |          |         |
| 2017       | La La Land | Најбоља глумица | Освојено | [ 254 ] |

БАФТА награда
| Год. | Дело          | Категорија                       | Резултат   | Реф.    |
| ---- | ------------- | -------------------------------- | ---------- | ------- |
| 2010 | —             | Награда БАФТА за звезду у успону | Номинација | [ 255 ] |
| 2014 | Birdman       | Најбоља споредна глумица         | Номинација | [ 256 ] |
| 2016 | La La Land    | Најбоља глумица                  | Освојено   | [ 257 ] |
| 2018 | The Favourite | Најбоља споредна глумица         | Номинација | [ 258 ] |

Награда Британског независног филма
| Год. | Дело          | Категорија               | Резултат   | Реф.    |
| ---- | ------------- | ------------------------ | ---------- | ------- |
| 2018 | The Favourite | Најбоља споредна глумица | Номинација | [ 259 ] |

Награда Комеди
| Год. | Дело                | Категорија                 | Резултат   | Реф.    |
| ---- | ------------------- | -------------------------- | ---------- | ------- |
| 2011 | Easy A              | Најбоља глумица у комедији | Номинација | [ 260 ] |
| 2012 | Crazy, Stupid, Love | Најбоља глумица у комедији | Номинација | [ 261 ] |

Награда по избору критичара
| Год. | Дело                | Категорија                 | Резултат   | Реф. |
| ---- | ------------------- | -------------------------- | ---------- | ---- |
| 2012 | The Help            | Најбоља филмска постава    | Освојено   |      |
| 2015 | Birdman             | Најбоља филмска постава    | Освојено   |      |
| 2015 | Birdman             | Најбоља споредна глумица   | Номинација |      |
| 2017 | La La Land          | Најбоља глумица            | Номинација |      |
| 2018 | Battle of the Sexes | Најбоља глумица у комедији | Номинација |      |
| 2019 | The Favourite       | Најбоља филмска постава    | Освојено   |      |
| 2019 | The Favourite       | Најбоља споредна глумица   | Номинација |      |

Награда Златни глобус
| Год. | Дело                | Категорија                                             | Резултат   | Реф.    |
| ---- | ------------------- | ------------------------------------------------------ | ---------- | ------- |
| 2011 | Easy A              | Најбоља глумица у играном филму — мјузикл или комедија | Номинација | [ 262 ] |
| 2015 | Birdman             | Најбоља споредна глумица у играном филму               | Номинација | [ 263 ] |
| 2017 | La La Land          | Најбоља глумица у играном филму — мјузикл или комедија | Освојено   | [ 264 ] |
| 2018 | Battle of the Sexes | Најбоља глумица у играном филму — мјузикл или комедија | Номинација | [ 265 ] |
| 2019 | The Favourite       | Најбоља споредна глумица у играном филму               | Номинација | [ 132 ] |

Награда Готам
| Год. | Дело          | Категорија                                           | Резултат | Реф.    |
| ---- | ------------- | ---------------------------------------------------- | -------- | ------- |
| 2018 | The Favourite | Специјална награда жирија за најбољу филмску поставу | Освојено | [ 266 ] |

Холивудска филмска награда
| Год. | Дело     | Категорија                                   | Резултат | Реф.    |
| ---- | -------- | -------------------------------------------- | -------- | ------- |
| 2011 | The Help | Награда за холивудску филмску поставу године | Освојено | [ 267 ] |

Награда Independent Spirit
| Год. | Дело    | Категорија               | Резултат   | Реф.    |
| ---- | ------- | ------------------------ | ---------- | ------- |
| 2015 | Birdman | Најбоља споредна глумица | Номинација | [ 268 ] |

МТВ филмске и ТВ награде
| Год. | Дело                | Категорија                                                                                                  | Резултат   | Реф.    |
| ---- | ------------------- | --- | ---------- | ------- |
| 2011 | Easy A              | Најбоља женска улога                                                                                        | Номинација | [ 269 ] |
| 2011 | Easy A              | Најбоља улога у комедији                                                                                    | Освојено   | [ 269 ] |
| 2011 | Easy A              | Најбоља реплика из филма (поделила са Амандом Бајнс)                                                        | Номинација | [ 269 ] |
| 2012 | Crazy, Stupid, Love | Најбоља женска улога                                                                                        | Номинација | [ 270 ] |
| 2012 | Crazy, Stupid, Love | Најбољи пољубац (поделила са Рајаном Гослингом)                                                             | Номинација | [ 270 ] |
| 2012 | The Help            | Најбољи дуо на екрану (поделила са Вајолом Дејвис, Брајс Далас Хауард, Октавијом Спенсер и Џесиком Частејн) | Номинација | [ 270 ] |
| 2012 | —                   | Награда Trailblazer                                                                                         | Освојено   | [ 270 ] |
| 2015 | Birdman             | Најбоља женска улога                                                                                        | Номинација | [ 271 ] |
| 2017 | La La Land          | Најбољи пољубац (поделила са Рајаном Гослингом)                                                             | Номинација | [ 272 ] |

Награда Националног одбора за рецензију филмова
| Год. | Дело     | Категорија              | Резултат | Реф.    |
| ---- | -------- | ----------------------- | -------- | ------- |
| 2012 | The Help | Најбоља филмска постава | Освојено | [ 273 ] |

Награда NAACP
| Год. | Дело     | Категорија                | Резултат   | Реф.    |
| ---- | -------- | ------------------------- | ---------- | ------- |
| 2012 | The Help | Истакнута глумица у филму | Номинација | [ 274 ] |

Награда NewNowNext
| Год. | Дело | Категорија    | Резултат   | Реф.    |
| ---- | ---- | ------------- | ---------- | ------- |
| 2011 | —    | Brink of Fame | Номинација | [ 275 ] |

Никелодеонова награда по избору деце
| Год. | Дело                     | Категорија              | Резултат | Реф.    |
| ---- | ------------------------ | ----------------------- | -------- | ------- |
| 2015 | The Amazing Spider-Man 2 | Омиљена филмска глумица | Освојено | [ 276 ] |

Награда по избору народа
| Год. | Дело                     | Категорија                                               | Резултат   | Реф.    |
| ---- | ------------------------ | -------------------------------------------------------- | ---------- | ------- |
| 2012 | The Help                 | Омиљена филмска глумица                                  | Освојено   | [ 277 ] |
| 2013 | The Amazing Spider-Man   | Омиљена филмска глумица                                  | Номинација | [ 278 ] |
| 2013 | The Amazing Spider-Man   | Омиљено лице хероизма                                    | Номинација | [ 278 ] |
| 2013 | The Amazing Spider-Man   | Омиљена хемија на екрану (поделила са Ендруом Гарфилдом) | Номинација | [ 278 ] |
| 2014 | Gangster Squad           | Омиљена глумица у драми                                  | Номинација | [ 279 ] |
| 2015 | Birdman                  | Омиљена глумица у драми                                  | Номинација | [ 280 ] |
| 2015 | The Amazing Spider-Man 2 | Омиљена филмска глумица                                  | Номинација | [ 280 ] |
| 2015 | The Amazing Spider-Man 2 | Омиљени филмски дуо (поделила са Ендруом Гарфилдом)      | Номинација | [ 280 ] |

Награда Удружења продуцената
| Год. | Дело   | Категорија                                 | Резултат   | Реф.    |
| ---- | ------ | ------------------------------------------ | ---------- | ------- |
| 2019 | Maniac | Истакнута минисерија или телевизијски филм | Номинација | [ 281 ] |

Интернационални филмски фестивал у Санта Барбари
| Год. | Дело       | Категорија                          | Резултат | Реф.    |
| ---- | ---------- | ----------------------------------- | -------- | ------- |
| 2017 | La La Land | Награда за истакнутог глумца године | Освојено | [ 282 ] |

Награда Сателит
| Год. | Дело                | Категорија                                           | Резултат   | Реф.            |
| ---- | ------------------- | ---------------------------------------------------- | ---------- | --------------- |
| 2011 | The Help            | Најбоља филмска постава                              | Освојено   | [ 283 ]         |
| 2015 | Birdman             | Најбоља споредна глумица у играном филму             | Номинација | [ 284 ]         |
| 2017 | La La Land          | Најбоља глумица у играном филму                      | Номинација | [ 285 ]         |
| 2018 | Battle of the Sexes | Најбоља глумица у играном филму                      | Номинација | [ 286 ]         |
| 2019 | The Favourite       | Најбоља филмска постава                              | Освојено   | [ 287 ] [ 288 ] |
| 2019 | The Favourite       | Најбоља споредна глумица у играном филму             | Номинација | [ 287 ] [ 288 ] |
| 2019 | Maniac              | Најбоља глумица у минисерији или телевизијском филму | Номинација | [ 287 ] [ 288 ] |

Награда Сатурн
| Год. | Дело    | Категорија                       | Резултат   | Реф.    |
| ---- | ------- | -------------------------------- | ---------- | ------- |
| 2015 | Birdman | Најбоља споредна глумица у филму | Номинација | [ 289 ] |

Награда Врисак
| Год. | Дело       | Категорија               | Резултат   | Реф.    |
| ---- | ---------- | ------------------------ | ---------- | ------- |
| 2010 | Zombieland | Најбоља филмска постава  | Освојено   | [ 290 ] |
| 2010 | Zombieland | Најбоља глумица у хорору | Номинација | [ 291 ] |

Награда Удружења филмских глумаца
| Год. | Дело          | Категорија                                             | Резултат   | Реф.    |
| ---- | ------------- | ------------------------------------------------------ | ---------- | ------- |
| 2012 | The Help      | Најбоља филмска постава у играном филму                | Освојено   | [ 292 ] |
| 2015 | Birdman       | Истакнута споредна глумица                             | Номинација | [ 293 ] |
| 2015 | Birdman       | Најбоља филмска постава у играном филму                | Освојено   | [ 293 ] |
| 2017 | La La Land    | Истакнута глумица                                      | Освојено   | [ 294 ] |
| 2019 | The Favourite | Истакнута споредна глумица                             | Номинација | [ 295 ] |
| 2019 | Maniac        | Истакнута глумица у минисерији или телевизијском филму | Номинација | [ 295 ] |

Награда Spike
Награда Spike Guys' Choice
| Год. | Дело       | Категорија       | Резултат   | Реф.    |
| ---- | ---------- | ---------------- | ---------- | ------- |
| 2011 | Emma Stone | Згодна и забавна | Номинација | [ 296 ] |
| 2012 | Emma Stone | Згодна и забавна | Освојено   | [ 297 ] |
| 2014 | Emma Stone | Најзгоднија Ема  | Освојено   | [ 298 ] |

Награда Spike Video Game
| Год. | Дело          | Категорија      | Резултат   | Реф.    |
| ---- | ------------- | --------------- | ---------- | ------- |
| 2012 | Sleeping Dogs | Најбоља глумица | Номинација | [ 299 ] |

Награда по избору тинејџера
| Год. | Дело                     | Категорија                             | Резултат   | Реф.    |
| ---- | ------------------------ | -------------------------------------- | ---------- | ------- |
| 2010 | Zombieland               | Најбоља глумица у комедији             | Номинација | [ 300 ] |
| 2011 | Easy A                   | Најбоља глумица у романтичној комедији | Освојено   | [ 301 ] |
| 2012 | Crazy, Stupid, Love      | Најбоља глумица у комедији             | Освојено   | [ 302 ] |
| 2012 | Crazy, Stupid, Love      | Најбољи пољубац                        | Номинација | [ 302 ] |
| 2012 | The Amazing Spider-Man   | Омиљена глумица                        | Номинација | [ 302 ] |
| 2012 | The Help                 | Омиљена глумица у драми                | Освојено   | [ 302 ] |
| 2014 | The Amazing Spider-Man 2 | Омиљена глумица — сај-фај/фантастика   | Номинација | [ 303 ] |
| 2015 | Aloha                    | Најбоља глумица у комедији             | Номинација | [ 304 ] |

Филмски фестивал у Венецији
| Год. | Дело       | Категорија                     | Резултат | Реф.    |
| ---- | ---------- | ------------------------------ | -------- | ------- |
| 2016 | La La Land | Волпи пехар за најбољу глумицу | Освојено | [ 305 ] |

Награда Млади Холивуд
| Год. | Дело                     | Категорија            | Резултат   | Реф.    |
| ---- | ------------------------ | --------------------- | ---------- | ------- |
| 2008 | Superbad                 | Узбудљиво ново лице   | Освојено   | [ 306 ] |
| 2014 | The Amazing Spider-Man 2 | Омиљена глумица       | Номинација | [ 307 ] |
| 2014 | The Amazing Spider-Man 2 | Најбољи пар на екрану | Номинација | [ 307 ] |

Награда Удружења критичара
| Год. | Дело       | Организација                                        | Категорија               | Резултат   | Реф.    |
| ---- | ---------- | --------------------------------------------------- | ------------------------ | ---------- | ------- |
| 2009 | Zombieland | Удружење филмских критичара у Детроиту              | Најбоља филмска постава  | Номинација | [ 308 ] |
| 2011 | The Help   | Удружење филмских критичара у Детроиту              | Најбоља филмска постава  | Номинација | [ 309 ] |
| 2011 | The Help   | Удружење филмских критичара у Сан Дијегу            | Најбоља филмска постава  | Номинација | [ 310 ] |
| 2011 | The Help   | Удружење филмских критичара из Вашингтонске области | Најбоља филмска постава  | Номинација | [ 311 ] |
| 2011 | The Help   | Круг женских филмских критичара                     | Најбоља филмска постава  | Освојено   | [ 312 ] |
| 2012 | The Help   | Савез женских филмских новинара                     | Најбоља филмска постава  | Номинација | [ 313 ] |
| 2014 | Birdman    | Онлајн филмски критичари из Њујорка                 | Најбоља филмска постава  | Освојено   | [ 314 ] |
| 2014 | Birdman    | Удружење филмских критичара из Бостона              | Најбоља споредна глумица | Освојено   | [ 315 ] |
| 2014 | Birdman    | Удружење филмских критичара из Бостона              | Најбоља филмска постава  | Runner-up  | [ 315 ] |
| 2014 | Birdman    | Удружење филмских критичара из Далас-Форта          | Најбоља споредна глумица | 2nd place  | [ 316 ] |
| 2014 | Birdman    | Удружење филмских критичара из Вашингтонске области | Најбоља филмска постава  | Освојено   | [ 317 ] |
| 2014 | Birdman    | Удружење филмских критичара из Вашингтонске области | Најбоља споредна глумица | Номинација | [ 317 ] |
| 2014 | Birdman    | Удружење филмских критичара из Сент Луиса           | Најбоља споредна глумица | Номинација | [ 318 ] |
| 2014 | Birdman    | Удружење филмских критичара из Сан Дијега           | Најбоља споредна глумица | Номинација | [ 319 ] |
| 2014 | Birdman    | Удружење филмских критичара из Сан Дијега           | Најбоља филмска постава  | Освојено   | [ 319 ] |
| 2014 | Birdman    | Удружење филмских критичара из Чикага               | Најбоља споредна глумица | Номинација | [ 320 ] |
| 2014 | Birdman    | Круг филмских критичара из Сан Франциска            | Најбоља споредна глумица | Номинација | [ 321 ] |
| 2014 | Birdman    | Круг филмских критичара из Флориде                  | Најбоља споредна глумица | Runner-up  | [ 322 ] |
| 2014 | Birdman    | Круг филмских критичара из Флориде                  | Најбоља филмска постава  | Номинација | [ 322 ] |
| 2014 | Birdman    | Удружење филмских критичара из Детроита             | Најбоља споредна глумица | Номинација | [ 323 ] |
| 2014 | Birdman    | Удружење филмских критичара из Детроита             | Најбоља филмска постава  | Номинација | [ 323 ] |
| 2015 | Birdman    | Удружење филмских критичара из Хјустона             | Најбоља споредна глумица | Номинација | [ 324 ] |
| 2015 | Birdman    | Круг филмских критичара из Лондона                  | Споредна глумица године  | Номинација | [ 325 ] |
| 2016 | La La Land | Удружење филмских критичара из Вашингтонске области | Најбоља глумица          | Номинација | [ 326 ] |
| 2016 | La La Land | Удружење филмских критичара из Хјустона             | Најбоља глумица          | Номинација | [ 327 ] |
| 2016 | La La Land | Удружење филмских критичара из Сент Луиса           | Најбоља глумица          | Номинација | [ 328 ] |
| 2016 | La La Land | Удружење филмских критичара из Далас-Форта          | Најбоља глумица          | 2nd place  | [ 329 ] |
| 2016 | La La Land | Удружење филмских критичара из Чикага               | Најбоља глумица          | Номинација | [ 330 ] |
| 2016 | La La Land | Удружење филмских критичара из Детроита             | Најбоља глумица          | Освојено   | [ 331 ] |
| 2016 | La La Land | Удружење филмских критичара из Сан Дијега           | Најбоља глумица          | Runner-up  | [ 332 ] |
| 2017 | La La Land | Круг филмских критичара из Лондона                  | Глумица године           | Номинација | [ 333 ] |